# Merete Pryds Helle
Merete Pryds Helle (født 13. oktober 1965 i Charlottenlund) er en dansk forfatter.

## Liv
Efter opvæksten i Værløse med søsteren Jannie Helle, studerede Merete Pryds Helle fra 1988 til 1990 på Forfatterskolen, hvorefter hun i 1994 færdiggjorde en bachelor i litteraturvidenskab fra Københavns Universitet, med specialisering i litteratur fra renæssancen og middelalderen.
Merete Pryds Helle var gift med digteren Morten Søndergaard fra 1989 til 2016. Sammen med Søndergaard og deres to børn var hun bosat i Italien fra 1999 til 2007, først i Vinci og senere i Pietrasanta. Hendes mailkorrespondance med veninden Mai under opholdet i Italien udgør brevromanen Kære Mai. Ved sin hjemkomst til København blev Pryds Helle ansat som underviser ved Forfatterskolen, og modtog desuden legatboligen Bakkehuset, hvor hun boede med sin familie indtil 2012. Fra 2015 har hun boet sammen med kropsbehandler Omid Khodabakhshi.
Merete Pryds Helle har deltaget i kurser i nærorientalsk arkæologi på Københavns Universitet, samt i en udgravning ved Shkarat Msaied i Jordan. Oplevelsen dannede udgangspunktet for romanen Hej Menneske.

## Værk
Hun debuterede i 1990 med novellesamlingen Imod en anden ro, som hun skrev mens hun gik på Forfatterskolen. Hendes gennembrud kom i 2000 med romanen Fiske i livets flod. Hun har desuden udgivet en lang række af titler, som spreder sig over mange forskellige genrer: børnebøger, ungdomsromaner, radiospil, computerspil, digte, essays, krimier, samt de helt nye genrer sms- og iPad-romanen, som hun har været med til at skabe.
Et gennemgående tema i Merete Pryds Helles forfatterskab er interessen for virkeligheden. Det kommer til udtryk allerede i de tidligste værker i brugen af det naturvidenskabelige. Det ses tydeligt i romanen Vandpest (1993) hvor brudstykker af leksikalske opslag om naturvidenskabelige emner er indsat i romanens margener. Romanen tegner en verden, der er urolig og kaotisk, ikke kun på et poetisk og psykologisk niveau, men også på det rent økologiske. Romanen Fiske i livets flod (2000) markerer et skift, hvor forfatteren beholder sin interesse for det virkelige, men nu bevæger sig fra det naturvidenskabelige over mod det historiske, samtidigt med at romanen alene med sin længde bryder med de tidlige romaners korte format, som er karakteristisk netop for 90'erne. I Fiske i livets flod sammenvæves tre historiske perioder: nutiden, middelalderen og den sumeriske periode. Det historiske tema er ligeledes til stede i romanen Solsiden (2001), som foregår i den ægyptiske dødeverden. Fra det historiske bevæger forfatteren sig endnu videre mod det rent arkæologiske med romanen Hej Menneske (2010), selvom arkæologien allerede er til stede især i Fiske i livets flod, som bl.a. handler om overgangen fra forhistorie til historie. I 2016 har hun udgivet romanen Folkets skønhed, som behandler den nærere historie; nemlig kvinden Maries opvækst på Langeland i 1930erne og 40erne, og hvordan Marie flytter til København og starter et nyt liv der. Romanen afspejler samfundsudviklingen i Danmark, fra hovedbeskæftigelse i landbruget, til industriarbejde i byerne i 50erne, og højkonjunkturen i 1960erne. Romanen fortæller om en hel generations idehistorie gennem de psykologiske portrætter i romanen.
Pryds Helles interesse for virkeligheden skal forstås i forhold til den komplementære fascination for sproget og medier, hvor indhold og form altid er bundet tæt sammen. Hvor de leksikalske opslag i Vandpest slår en naturvidenskabelig tone an, er de lige så meget en overvejelse over det leksikalske som genre og medie. Og hvor de tre perioder i Fiske i livets flod har hver deres historiske baggrund, bindes de sammen af en fælles fascination for skrift. Denne tvetydighed ses tydeligt i romanen Kære Mai (2012), der er en samling af forfatterens breve til en nær veninde under hendes ophold i Italien fra 1998 til 2006. På den ene side er brevene stort set uredigeret, og således et direkte indblik i forfatterens "virkelige" liv, og på den anden side er brevene breve, og deres fremhævelse som kunst også en fremhævelse af brevet som medie. Selve tekstligheden kommer således altid i første række, og Pryds Helles forfatterskab er på det overordnede plan "præget af sproglige eksperimenter og stor stilsikkerhed". Især i værker som Det glade vanvid (2005) finder man en sproglighed, der både er eksperimentende og sanselig i dens leg med synsvinkler.
Den eksperimenterende holdning til genrer og medier holder sig dog ikke inden for rammerne af konventionelle genre som romanen. Merete Pryds Helle har i de seneste år udforsket og udviklet nogle helt nye, digitale genre, som sms-romanen eller iPad-romanen, og har været en aktiv fortaler for de digitale mediers muligheder. Hun har således været med til at skabe nye rammer for hvad fortællinger kan og er.
Merete Pryds Helle har desuden skrevet en række mindre højlitterære værker, der er henvendt mod et bredere publikum, både i form af ungdomsromaner som Ude og vende, børnebøger som Måneprinsessen og krimier. Krimierne er skrevet i samarbejde med Pryds Helles mand Morten Søndergaard og er udgivet under pseudonymet Liv Mørk. Disse "brede" udgivelser lader sig dog ikke adskille fra resten af forfatterskabet, og mange af de temaer der er beskrevet ovenover er også at finde i her, f.eks. i romanen Næsten Levende, som udviser både den sædvanlige interesse for det historiske og for legen med genrer. Romanen bliver således præsenteret som en "slægtskrimi", dvs. en krimi, hvis handling udspiller sig over 3 generationer, fra første verdenskrig i Japan over Mussolinis Italien til dagens Danmark. Pseudonymet og karakteren Liv Mørk er ligeledes også blevet videreudviklet, og stod bl.a. som forfatter for iPad-romanen Begravelsen.

## Udvalgt bibliografi
| - Imod en andens ro, 1990, novellesamling. - Vandpest, 1993, roman. - Prinsessen der blev glemt, 1994, børnebog. - Men jorden står til evig tid, 1996, roman. - Fiske i livets flod, 2000, roman. - Solsiden, 2001, roman. - Ti fingre fra eller til – Frasagn, 2002, novellesamling. - Måneprinsessen, 2003, børnebog. - Det glade vanvid, 2005, roman. - Oh, Romeo, 2006, roman. - Hej Menneske, 2010, roman. - Ude og vende, 2010, ungdomsroman. - Kære Mai, 2012, brevroman. - Folkets skønhed, 2016, roman. | - Hvad øjet ikke ser, 2004, kriminalroman. - Falken og falkoneren, 2008, kriminalroman. - Næsten Levende, 2012, "slægtskrimi". - Storvask, 2004, computerspil. - Lad der blive hund, 2008, digte. - Jeg tror jeg elsker dig, 2008, sms-roman. - Begravelsen, 2011, iPad-roman. - Hjerternes fest, 2012, interaktiv sms-roman. - Hillerød Love, 2014, interaktiv sms-roman. - Wuwu & Co, 2014, app for børn. - Hej min sol, 2014, app for børn. |

## Priser og legater
- Statens Kunstfonds 3-årige stipendium, 1994.
- Københavns Amts Kulturpris, 1997.
- Forfatterne Harald Kiddes og Astrid Ehrencron-Kiddes Legat, 2000.
- Forfatteren Peter Freuchens legat til minde om Magdalene og Peter Freuchen, 2002.
- Bakkehusets gæstebolig: perioden 2007-12.
- De frankofone landes ambassadørers litteraturpris, 2009, for Oh, Romeo.
- Beatrice-Prisen, 2009 (Pia Juuls tale for Merete Pryds Helle ved overrækkelsen Arkiveret 5. marts 2016 hos  Wayback Machine).
- Drassows Legatet, 2009.
- Special Mention, Saxos Innovationspris 2012
- Dansk Litteraturpris 2013
- Nordic game Award - som en del af holdet bag Wuwu & Co.
- Ragazzi digitale - Børnebogsmessen i Bolognas pris for digital børnelitteratur - som en del af holdet bag Wuwu & Co.
- De gyldne laurbær 2016 for Folkets skønhed
- Politikens Litteraturpris 2016 for Folkets skønhed[8]